# 森下真央
森下 真央（もりした まお、7月9日 - ）は、日本の漫画家。千葉県出身。

## 略歴
2013年に、講談社の『イブニング』にて『幼なじみは女の子になぁれ』でデビュー。『幼なじみは女の子になぁれ』でのデビュー前は、矢吹マオ名義で、COMITIA、コミックマーケットで同人活動を行っていた。

## 作風・人物
「コミカルなTSF」を得意とする作風。趣味はYouTubeの配信である。

## 作品リスト
- 幼なじみは女の子になぁれ（『イブニング』2013年19号[3] - 2015年10号、全3巻）※デビュー作
- ルミアとジュリエッタ（『まんがライフMOMO』2017年11月号）※読み切り
- ただし俺はヒロインとして（「BookLive」2018年3月 - 2019年5月）
- ハルカカナタ　（TSFのFのほん KENZEN版） ※読み切り
- 異世界で全裸勇者と呼ばないで（「COMICリュウ」2022年4月15日[1] - 、既刊4巻）[4]